# George Benson
George Benson (Pittsburgh, Pensilvania, Estados Unidos, 22 de marzo de 1943) es un cantante, compositor y guitarrista estadounidense de jazz, funk y soul. 
Se trata de uno de los artistas más populares de las últimas décadas y elogiado por la crítica. Entre las muchas distinciones que ha recibido, posee diez premios Grammy desde 1976, con el tema This Masquerade elegido disco del año en su edición como sencillo, hasta 2006, con God Bless the Child elegida mejor interpretación vocal de R&B tradicional.
Su música abarca tanto el swing y el bebop como el hard bop, el quiet storm y la fusión del jazz con el pop y el soul. En él se reconocen las influencias de Charlie Christian y Wes Montgomery.

## Biografía

### Primeros años
Benson nació en Pittsburgh, Pensilvania. A los siete años, tocó por primera vez el ukelele, ganándose unos pocos dólares como músico callejero. A los ocho, empezó a tocar la guitarra en un club nocturno sin licencia los viernes y los sábados por la noche, hasta que la policía cerró el local. A los diez, registra su primera composición, She Makes me mad, bajo el pseudónimo de Little Georgie.
Benson asistió y se graduó en la Schenley High School. Desde muy joven, aprendió a tocar jazz instrumental en directo gracias al apoyo del organista Jack McDuff. Uno de sus muchos ídolos tempranos de la guitarra era Hank Garland. A los 21 años, grabó su primer álbum como líder, The New Boss Guitar, con el organista de jazz Jack McDuff. La siguiente grabación de Benson fue It's Uptown, con el cuarteto formado por él mismo, incluyendo a Lonnie Smith en el órgano y a Ronnie Cuber en el saxofón barítono. Benson siguió, esta vez con The George Benson Cookbook, también con Smith y Cuber, añadiendo al batería Marion Booker.
Trabajó con Miles Davis a mediados de los sesenta, presentándolo como guitarrista en 1968 con Miles in the Sky, poco antes de firmar un contrato con Verve Records, hasta un año después, cuando firma con el sello de jazz del productor Creed Taylor, CTI Records, donde grabó varios álbumes con varios pesos pesados del jazz como invitados, cosechando pequeños éxitos en el mundo del jazz en Norteamérica.
Su lanzamiento de 1974, Bad Benson, alcanzó la cima de las listas de jazz de Billboard, muy cerca de Good King Band y Benson and Farrell, ambos siendo los más vendidos.
Benson también realizó una versión del álbum de 1969 de los Beatles Abbey Road titulado The Other Side of Abbey Road, también lanzado en 1969, y una versión del tema White Rabbit, de Jefferson Airplane. También colaboró para numerosos artistas de CTI durante esa época, incluyendo Freddie Hubbard y Stanley Turrentine, alcanzando un notable éxito con el álbum Sugar.

### Años 1970 y 80
A mediados de los setenta, momento en el que grababa para la discográfica Warner Bros. Records, gran parte de los oyentes conocían a Benson o estaban a punto de hacerlo. Con el lanzamiento en 1976 de Breezin', Benson cantó This Masquerade, consiguiendo un gran éxito mundial y ganando por ello un Grammy para el disco del año. El resto del álbum es instrumental, incluyendo una interpretación de Here Comes the Sun.
En 1976, Benson salió de gira con la cantante de soul Minnie Riperton, que había sido diagnosticada con cáncer de mama terminal a principios de ese mismo año. También en 1976 apareció como guitarrista y vocalista de reserva en la canción de Stevie Wonder Another Star, del álbum Songs in the Key of Life. También grabó la versión original de The Greatest Love of All para la biografía de 1977 de Muhammad Ali, The Greatest, en la que más tarde participó Whitney Houston.
En esta época también grabó con el compositor alemán Claus Ogerman. La grabación en vivo de On Broadway, meses después del lanzamiento en 1978 de Weekend in L.A., también ganó un Grammy. Por su parte, también ha trabajado con Freddie Hubbard en estas dos décadas.
El sello discográfico Qwest (filial de Warner) lanzó el álbum pop Give Me the Night, producido por Quincy Jones. Benson consiguió gran éxito con la canción, colándose en el top ten de las listas de pop y R&B. Fue escrita por el extecladista de Heatwave Rod Temperton. Más tarde, recibió otros muchos sencillos, aunque de menor éxito, como Love All the Hurt Away, Turn your Love Around, Inside Love, Lady Love me, 20/20, Shiver y Kisses in the Moonlight.
Quincy Jones animó a Benson a buscar sus raíces para una mayor inspiración vocal y volvió a descubrir su amor por Nat King Cole, Ray Charles y Donny Hathaway, influyendo en una serie de nuevos álbumes vocales para los años noventa. A pesar de volver a su jazz más tradicional y a tocar la guitarra recientemente, todo esto se reflejó en el álbum del 2000 de Benson, Absolute Benson, con una portada en la que aparece una de las canciones más notables de Hathaway, The Ghetto. Benson acumuló otros tres LP de platino y dos álbumes de oro.

### Años noventa y presente
En 1992, Benson trabaja con Jack McDuff en el álbum Colour me Blue, su primera colaboración con la discográfica Concord Records. Benson volvió a firmar con Concord en 2005 y salió de gira con Al Jarreau en Norteamérica, Sudamérica, Australia y Nueva Zelanda para promocionar su éxito Givin' It Up.
Para conmemorar la larga relación de Benson y guitarras Ibanez, además de celebrar los treinta años de colaboración con 'GB Signature Models', Ibanez diseña una guitarra de edición limitada, la GB30TH, con acabado en papel de oro y de clara inspiración japonesa. En 2009, se reconoció la trayectoria de Benson en el 'National Endowment of Arts' como un "As del Jazz", el mayor honor a un músico de jazz en la nación. Por su parte, Benson actuó en la 49 edición del Festival de Verano de Ohrid, en Macedonia, el 25 de julio de 2009 y en su tributo a Nat King Cole, con An Unforgettable Tribute to Nat King Cole, como parte del Festival Internacional de Jazz en Turquía el 27 de julio del mismo mes.
A finales de 2009, Benson termina de grabar un nuevo álbum, titulado Songs and Stories, con Marcus Miller, producido por John Burk y con la colaboración de David Paich y Steve Lukather. Como parte de la promoción del último álbum, Benson actúa en televisión en el 'The Taves Smiley Show', en el Jimmy Kimmel Live! y en Late Night with Jimmy Fallon.
En 2010, Benson recorre Norteamérica, Europa y la costa del Pacífico, incluyendo una breve aparición en el Sun Festival de Singapur. Actúa en el Java Jazz Festival en marzo de 2011. En ese mismo año, Benson lanza el álbum Guitar Man, recordando sus trabajos en los sesenta y principios de los setenta con doce covers de jazz y pop bajo la supervisión del productor John Burk.
En junio de 2013, Benson lanza su cuarto álbum para Concord, Inspiration: A Tribute to Nat King Cole, en el cual colaboran Wynton Marsalis, Idina Menzel, Till Brönner y Judith Hill. En septiembre del mismo año, regresa al Rock in Rio, celebrado en Río de Janeiro, 35 años después de su primera actuación en el festival.
En julio de 2016, Benson participa como mentor en el reality Guitar Star, para buscar por el Reino Unido e Irlanda guitarristas de talento.
En mayo de 2018, participó como coros y guitarra en el sencillo Humility del sexto álbum de Gorillaz, The Now Now.
Actualmente está casado con Johnnie Lee desde 1965. Es testigo de Jehová.

## Discografía

### Álbumes de estudio
| Año de lanzamiento | Título                                  | Fecha de grabación                                                 | Discográfica         | Formato                            | U.S. Pop | U.S. R&B | U.S. Jazz | Reconocimientos     |
| ------------------ | --------------------------------------- | ------------------------------------------------------------------ | -------------------- | ---------------------------------- | -------- | -------- | --------- | ------------------- |
| 1964               | The New Boss Guitar of George Benson    | 1 y 14 de mayo de 1964                                             | Prestige Records     | LP, CD                             | -        | -        | -         | -                   |
| 1966               | It's Uptown                             | 9 de febrero - 15 de marzo de 1966                                 | Columbia Records     | LP, CD                             | -        | -        | -         | -                   |
| 1967               | The George Benson Cookbook              | 1 agosto a 19 de octubre de 1966                                   | Columbia Records     | LP, CD, Blu-spec CD, 8-Track       | -        | -        | -         | -                   |
| 1968               | Giblet Gravy                            | 5-7 de febrero de 1968                                             | Verve Records        | LP, CD                             | -        | -        | -         | -                   |
| 1969               | Shape of Things to Come                 | 27 agosto a 22 de octubre de 1968                                  | A&M Records          | LP, CD, 8-Track                    | -        | 38       | 11        | -                   |
| 1969               | Goodies                                 | 18-19 de noviembre de 1968                                         | Verve Records        | LP                                 | -        | -        | -         | -                   |
| 1969               | Tell It Like It Is                      | 29 abril a 20 de mayo de 1969                                      | A&M Records          | LP, CD                             | 145      | 43       | 16        | -                   |
| 1970               | The Other Side of Abbey Road            | 22-23 octubre y 4-5 de noviembre de 1969                           | A&M Records          | LP, CD                             | 125      | -        | 18        | -                   |
| 1971               | Beyond the Blue Horizon                 | 2-3 de febrero de 1971                                             | CTI Records          | LP, CD                             | -        | -        | 15        | -                   |
| 1972               | White Rabbit                            | 23-24 y 30 de noviembre de 1971                                    | CTI Records          | LP, CD                             | -        | -        | 7         | -                   |
| 1973               | Body Talk                               | 17-8 de julio de 1973                                              | CTI Records          | LP, CD, Reel, 8-Track, CC          | -        | -        | 10        | -                   |
| 1974               | Bad Benson                              | 22 abril a 20 de junio de 1974                                     | CTI Records          | LP, CD, 8-Track                    | 78       | -        | 1         | -                   |
| 1976               | Good King Bad                           | 1 y 8 julio, 9 octubre y 4-5 de diciembre de 1975                  | CTI Records          | LP, CD, 8-Track                    | 51       | 18       | 3         | -                   |
| 1976               | Benson & Farrell                        | 20-21 enero y 12 de marzo de 1976                                  | CTI Records          | LP, CD                             | 100      | 27       | 3         | -                   |
| 1976               | Breezin'                                | 6-8 de enero de 1976                                               | Warner Bros. Records | LP, CD, DVD-A, SACD, Reel, 8-Track | 1        | 1        | 1         | 3 discos de platino |
| 1977               | In Flight                               | agosto-noviembre, 1976                                             | Warner Bros. Records | LP, CD, 8-Track                    | 9        | 2        | 1         | Disco de platino    |
| 1979               | Livin' Inside Your Love                 | 1979                                                               | Warner Bros. Records | 2xLP, CD, 8-Track                  | 7        | 4        | 1         | Disco de oro        |
| 1980               | Give Me the Night                       | 1980                                                               | Warner Bros. Records | LP, CD                             | 3        | 1        | 1         | Disco de platino    |
| 1983               | In Your Eyes                            | 1983                                                               | Warner Bros. Records | LP, CD                             | 27       | 6        | 1         | Disco de oro        |
| 1983               | Pacific Fire                            | julio-octubre, 1975                                                | CTI Records          | LP, CD                             | -        | -        | -         | -                   |
| 1984               | I Got a Woman and Some Blues            | 30 abril, 20 mayo, 4 junio, 19-20 agosto y 9 de septiembre de 1969 | A&M Records          | LP, CD                             | -        | -        | -         | -                   |
| 1985               | 20/20                                   | 1984                                                               | Warner Bros. Records | LP, CD                             | 45       | 20       | 3         | Disco de oro        |
| 1986               | While the City Sleeps...                | 1985-1986                                                          | Warner Bros. Records | LP, CD                             | 124      | 21       | 8         | -                   |
| 1987               | Collaboration                           | 1987                                                               | Warner Bros. Records | LP, CD                             | 59       | 28       | 1         | -                   |
| 1988               | Twice the love                          | 1988                                                               | Warner Bros. Records | LP, CD                             | 76       | 17       | 10        | -                   |
| 1989               | Tenderly                                | 1989                                                               | Warner Bros. Records | LP, CD                             | 140      | -        | 1         | -                   |
| 1990               | Big Boss Band                           | 1990                                                               | Warner Bros. Records | LP, CD                             | -        | -        | 3         | -                   |
| 1993               | Love Remembers                          | 1993                                                               | Warner Bros. Records | LP, CD                             | -        | 50       | 1         | -                   |
| 1996               | That's Right                            | 1996                                                               | GRP Records          | CD                                 | 150      | 33       | 1         | -                   |
| 1998               | Standing Together                       | 1998                                                               | GRP Records          | CD                                 | -        | 47       | 1         | -                   |
| 2000               | Absolute Benson                         | 2000                                                               | GRP Records          | CD                                 | 125      | 24       | 1         | -                   |
| 2003               | Irreplaceable                           | 2003                                                               | GRP Records          | CD                                 | 195      | 22       | 5         | -                   |
| 2006               | Givin' It Up                            | 2006                                                               | Concord Records      | CD, DVD-A                          | 58       | 14       | 1         | -                   |
| 2009               | Songs and Stories                       | 2009                                                               | Concord Records      | CD, DVD-A                          | 96       | 15       | 1         | -                   |
| 2011               | Guitar Man                              | 2011                                                               | Concord Records      | LP, CD, DL                         | 109      | -        | 2         | -                   |
| 2013               | Inspiration: A Tribute to Nat King Cole | 2013                                                               | Concord Records      | LP, CD, DL                         | 89       | -        | 2         | -                   |
| 2019               | Walking To New Orleans                  | 2019                                                               | Provogue             | CD                                 | -        | -        | -         | -                   |

### Álbumes en directo
| Año de publicación | Título                     | Fecha de grabación                   | Discográfica         | Formato           | U.S. Pop | U.S. R&B | U.S. Jazz | Reconocimientos  |
| ------------------ | -------------------------- | ------------------------------------ | -------------------- | ----------------- | -------- | -------- | --------- | ---------------- |
| 1975               | In Concert-Carnegie Hall   | 11 de enero de 1975                  | CTI Records          | LP, CD            | 122      | 43       | 6         | -                |
| 1978               | Weekend in L.A.            | 30 septiembre - 2 de octubre de 1977 | Warner Bros. Records | 2xLP, CD, 8-Track | 5        | 1        | 1         | Disco de platino |
| 1989               | Round Midnight             | 1989                                 | Jazz Door            | CD                | -        | -        | -         | -                |
| 2005               | Best of George Benson Live | 2000                                 | GRP Records          | CD                | -        | -        | 4         | -                |
| 2007               | Live from Montreux         | 1986                                 | IMC Music Ltd.       | 2xCD              | -        | -        | -         | -                |
| 2020               | Weekend in London          | 2019                                 | Mascot Label Group   | CD                | -        | -        | -         | -                |

### Sencillos
| Fecha de lanzamiento | Título                                             | Álbum                                               | Discográfica                    | Formato          | US Pop  | US R&B | UK |
| -------------------- | -------------------------------------------------- | --------------------------------------------------- | ------------------------------- | ---------------- | ------- | ------ | -- |
| 1964                 | Just Another Sunday (edit) / Shadow Dancers (edit) | The New Boss Guitar of George Benson                | Prestige Records                | 7"               | -       | -      | -  |
| 1966                 | Ain't That Peculiar / Summertime                   | It's Uptown                                         | Columbia Records                | 7"               | -       | -      | -  |
| 1966                 | The Borgia Stick / The Man From Toledo             | The George Benson Cookbook                          | Columbia Records                | 7"               | -       | -      | -  |
| 1968                 | Don't Let Me Lose This Dream                       | Shape of Things to Come                             | A&M Records                     | 7"               | -       | -      | -  |
| 1969                 | My Woman's Good To Me / Jackie, All                | Tell It Like It Is                                  | A&M Records                     | 7"               | 113     | -      | -  |
| 1975                 | Supership                                          | non-album single                                    | CTI Records                     | 7"               | 105     | 98     | 30 |
| 1976                 | Summertime/2001 / Theme From Good King Bad         | non-album single                                    | CTI Records                     | 12", 7"          | -       | -      | -  |
| 1976                 | This Masquerade                                    | Breezin'                                            | Warner Bros. Records            | 7"               | 10      | 3      | -  |
| 1976                 | Breezin'                                           | Breezin'                                            | Warner Bros. Records            | 7", 12" (promo)  | 63      | 55     | -  |
| 1977                 | The World Is A Ghetto / Nature Boy                 | In Flight                                           | Warner Bros. Records            | 7", 12" (promo)  | -       | -      | -  |
| 1977                 | Nature Boy / The Wind And I                        | In Flight                                           | Warner Bros. Records            | 12", 7"          | -       | -      | 26 |
| 1977                 | Everything Must Change / The Wind And I            | In Flight                                           | Warner Bros. Records            | 7"               | 106     | 34     | -  |
| 1977                 | Valdez In The Country / Gonna Love You More        | In Flight                                           | Warner Bros. Records            | 7"               | - / /71 | /41    | -  |
| 1977                 | The Greatest Love Of All                           | The Greatest                                        | Warner Bros. Records            | 12", 7"          | 24      | 2      | 27 |
| 1978                 | On Broadway                                        | Weekend in L.A.                                     | Warner Bros. Records            | 12", 7"          | 7       | 2      | -  |
| 1978                 | Lady Blue                                          | Weekend in L.A.                                     | Warner Bros. Records            | 7"               | -       | 39     | -  |
| 1979                 | Unchained Melody / Before You Go                   | Livin' Inside Your Love                             | Warner Bros. Records            | 12", 7"          | -       | 55     | -  |
| 1979                 | Love Ballad / You're Never Too Far From Me         | Livin' Inside Your Love                             | Warner Bros. Records            | 12", 7"          | 18      | 3      | 29 |
| 1979                 | Hey Girl / Welcome Into My World                   | Livin' Inside Your Love                             | Warner Bros. Records            | 7"               | -       | -      | -  |
| 1980                 | Give Me The Night                                  | Give Me the Night                                   | Warner Bros. Records            | 12", 7"          | 4       | 1      | 7  |
| 1980                 | Love X Love                                        | Give Me the Night                                   | Warner Bros. Records            | 12", 7"          | 61      | 9      | 10 |
| 1980                 | What's On Your Mind / Turn Out The Lamplight       | Give Me the Night                                   | Warner Bros. Records            | 12", 7"          | - / 109 | - / 33 | 45 |
| 1981                 | Never Give Up On A Good Thing                      | The George Benson Collection                        | Warner Bros. Records            | 12", 7"          | 52      | 16     | 14 |
| 1981                 | Love All The Hurt Away                             | Love All The Hurt Away                              | Arista Records                  | 12", 7"          | 46      | 6      | -  |
| 1981                 | Turn Your Love Around                              | The George Benson Collection                        | Warner Bros. Records            | 12", 7"          | 5       | 1      | 29 |
| 1983                 | Inside Love (So Personal)                          | In Your Eyes                                        | Warner Bros. Records            | 12", 7"          | 43      | 3      | 57 |
| 1983                 | Lady Love Me (One More Time)                       | In Your Eyes                                        | Warner Bros. Records            | 12", 7"          | 30      | 21     | 11 |
| 1983                 | Feel Like Makin' Love                              | In Your Eyes                                        | Warner Bros. Records            | 12", 7"          | -       | -      | 28 |
| 1983                 | In Your Eyes                                       | In Your Eyes                                        | Warner Bros. Records            | 12", 7"          | -       | -      | 7  |
| 1983                 | Late At Night                                      | In Your Eyes                                        | Warner Bros. Records            | 12", 7"          | -       | -      | 86 |
| 1984                 | 20/20                                              | 20/20                                               | Warner Bros. Records            | 12", 7"          | 48      | 15     | 29 |
| 1985                 | No One Emotion (Remix)                             | 20/20                                               | Warner Bros. Records            | 12", 7"          | -       | -      | -  |
| 1985                 | Beyond The Sea (La Mer)                            | 20/20                                               | Warner Bros. Records            | 12", 7"          | -       | -      | 60 |
| 1985                 | I Just Wanna Hang Around You                       | 20/20                                               | Warner Bros. Records            | 12"              | 102     | 24     | 93 |
| 1985                 | Nothing's Gonna Change My Love For You             | 20/20                                               | Warner Bros. Records            | 7"               | -       | -      | -  |
| 1986                 | Kisses In The Moonlight                            | While the City Sleeps...                            | Warner Bros. Records            | 12", 7"          | -       | 13     | 60 |
| 1986                 | Shiver                                             | While the City Sleeps...                            | Warner Bros. Records            | 2x12", 12", 7"   | -       | 16     | 19 |
| 1987                 | Teaser                                             | While the City Sleeps...                            | Warner Bros. Records            | 12", 7"          | -       | -      | 45 |
| 1987                 | Since You're Gone                                  | Collaboration                                       | Warner Bros. Records            | 12"              | -       | -      | -  |
| 1987                 | Dreamin'                                           | Collaboration                                       | Warner Bros. Records            | 7", CD           | -       | -      | -  |
| 1988                 | Twice The Love                                     | Twice the Love                                      | Warner Bros. Records            | 12", 7", CD, CD3 | -       | 23     | 91 |
| 1988                 | Let's Do It Again                                  | Twice the Love                                      | Warner Bros. Records            | 12", 7", CD3     | -       | 8      | 56 |
| 1988                 | Good Habit                                         | Twice the Love                                      | Warner Bros. Records            | 7", 12" (promo)  | -       | -      | -  |
| 1989                 | Here, There & Everywhere                           | Tenderly                                            | Warner Bros. Records            | 12", CD          | -       | -      | -  |
| 1990                 | Baby Workout                                       | Big Boss Band                                       | Warner Bros. Records            | 7", CD (promo)   | -       | -      | -  |
| 1990                 | Grand New World                                    | Grand New World - Greatest Love Songs (compilation) | Warner Pioneer                  | CD3              | -       | -      | -  |
| 1993                 | Love Of My Life                                    | Love Remembers                                      | Warner Bros. Records            | 12", CD          | -       | -      | -  |
| 1993                 | I'll Be Good To You                                | Love Remembers                                      | Warner Bros. Records            | 12", CD          | -       | -      | -  |
| 1995                 | I'll Keep Your Dreams Alive                        | Freddie as F.R.O.7 (Soundtrack)                     | Anglo Manx Music Industries Ltd | 12", 7", CD      | -       | -      | 68 |
| 1996                 | You Can Do It (Baby)                               | Standing Together (Bonus Tracks), Nuyorican Soul    | Giant Step Records              | 12", CD          | -       | -      | -  |
| 1996                 | Holdin' On                                         | That's Right                                        | GRP Records                     | CD               | -       | -      | -  |
| 1996                 | Summer Love                                        | That's Right                                        | GRP Records                     | CD               | -       | -      | -  |
| 1997                 | Song For My Brother (MAW Mixes)                    | That's Right                                        | Giant Step Records              | 12", 2x12", CD   | -       | -      | -  |
| 1998                 | Standing Together                                  | Standing Together                                   | GRP Records                     | CD               | 101     | 62     | -  |
| 1998                 | Cruise Control                                     | Standing Together                                   | GRP Records                     | CD               | -       | -      | -  |
| 1998                 | My Father, My Son / I Will Keep You In My Heart    | non-album single                                    | Harrods                         | CD               | -       | -      | -  |
| 2000                 | The Ghetto / El Barrio                             | Absolute Benson                                     | Verve Records                   | 12", CD (Promo)  | -       | -      | -  |
| 2004                 | Cell Phone                                         | Irreplaceable                                       | GRP Records                     | 12", CD-R, DL    | -       | -      | -  |
| 2004                 | Irreplaceable                                      | Irreplaceable (2004 Version)                        | GRP Records                     | CD, DL           | -       | -      | -  |
| 2004                 | Softly, as in a Morning Sunrise                    | Irreplaceable (2004 Version)                        | GRP Records                     | CD               | -       | -      | -  |
| 2006                 | Morning                                            | Givin' It Up                                        | Concord Records                 | CD               | -       | -      | -  |
| 2006                 | Ordinary People                                    | Givin' It Up                                        | Concord Records                 | CD               | -       | -      | -  |
| 2008                 | New York City                                      | The Embers - Beach Music Super Collaboration        | Bluewater Recordings            | CD-R, DL         | -       | -      | -  |
| 2009                 | Family Reunion                                     | Songs and Stories                                   | Concord Records                 | DL               | -       | -      | -  |
| 2009                 | Living in High Definition                          | Songs and Stories                                   | Concord Records                 | DL               | -       | -      | -  |
| 2010                 | Show Me The Love                                   | Songs and Stories                                   | Concord Records                 | CD               | -       | -      | -  |

## Premios Grammy
Lista de premios Grammy recibidos por George Benson.
| Año  | Categoría                         | Título                     | Notas                          |
| ---- | --------------------------------- | -------------------------- | ------------------------------ |
| 1977 | Best R&B Instrumental Performance | "Theme from Good King Bad" |                                |
| 1977 | Best Pop Instrumental Performance | Breezin'                   |                                |
| 1977 | Record of the Year                | "This Masquerade"          | Con el productor Tommy LiPuma. |
| 1979 | Best Male R&B Vocal Performance   | "On Broadway"              |                                |
| 1981 | Best Jazz Vocal Performance, Male | "Moody's Mood"             |                                |
| 1981 | Best R&B Instrumental Performance | "Off Broadway"             |                                |
| 1981 | Best Male R&B Vocal Performance   | Give Me the Night          |                                |
| 1984 | Best Pop Instrumental Performance | "Being with You"           |                                |
| 2007 | Best Traditional R&B Performance  | "God Bless the Child"      | Con Al Jarreau y Jill Scott.   |
| 2007 | Best Pop Instrumental Performance | "Mornin'"                  |                                |